# Healing Is Difficult
„Healing Is Difficult” este cel de-al doilea album de studio al cântăreței australiane Sia Furler, lansat în Regatul Unit pe data de 9 iulie 2001 și în America pe data de 28 mai 2002. În Regatul Unit primul single al albumului „Taken for Granted” a fost lansat la începutul anului 2000 și s-a poziționat la numărul 10 în UK Singles Chart. Un videoclip de buget mic a fost făcut pentru aproximativ 50$. Următorul single „Little Man” s-a poziționat pe locul 85, iar piesa a primit un remix în garaj de două etape care a fost popular la acea vreme. Cel de-al treilea single, „Drink to Get Drunk”, a fost planificat. Cu toate acestea, numai versiunea remix „Different Gear” a primit o ediție limitată în întreaga Europă, promovat ca „Different Gear vs. Sia”. Poziția sa a fost numărul 91 în Regatul Unit, 85 în Olanda, 55 în Belgia și numărul 1 pe Dance Chart de country. Cel de-al patrulea și ultimul single planificat a fost „Blow It All Away”, care a fost înregistrat din nou ca „Throw It All Away” din cauza atentatelor din 11 septembrie. Cu toate acestea, single-ul nu a reușit să iasă la suprafață. Albumul nu a avut niciun succes în clasamentele din Regatul Unit din cauza lipsei de promovare. Piesa „Sober and Unkissed” a fost inițial prezentat pe primul album al Siei solo OnlySee sub titlul „Soon”, și „I'm Not Important to You” a fost interpretată inițial de către Sia cu trupa ei Crisp pentru albumul lor The Word and the Deal în 1996 ca piesa „Sia's Song”.

## Lista pieselor
Toate cântecele au fost scrise de către Sia Furler și Sam Frank în afară de cele notate.
| Nr. | Titlu                      | Autor(i)                                               | Producător(i)         | Lungime |  |
| 1.  | „Fear”                     | Sia Furler                                             | Sia Furler, Sam Frank | 5:11    |  |
| 2.  | „Drink to Get Drunk”       | Furler, Sam Frank                                      |                       | 4:41    |  |
| 3.  | „Taken for Granted”        | Furler                                                 | Nigel Corsbie         | 4:35    |  |
| 4.  | „Blow It All Away”         | Furler, Blair MacKichan, Felix Howard, Kevin Armstrong | Blair Mackichan       | 4:40    |  |
| 5.  | „Get Me”                   | Furler, Frank                                          |                       | 3:13    |  |
| 6.  | „I'm Not Important to You” | Furler, Frank                                          |                       | 6:08    |  |
| 7.  | „Sober and Unkissed”       | Furler                                                 | Furler, Jesse Flavell | 4:01    |  |
| 8.  | „Healing Is Difficult”     | Furler, Frank                                          |                       | 5:24    |  |
| 9.  | „Judge Me”                 | Furler, Frank                                          |                       | 4:15    |  |
| 10. | „Little Man”               | Furler, Frank                                          |                       | 6:04    |  |
| 11. | „Insidiously”              | Furler, Frank                                          |                       | 8:50    |  |

| Ediția cu piesele bonus din Regatul Unit |                                           |               |               |         |  |
| Nr.                                      | Titlu                                     | Autor(i)      | Producător(i) | Lungime |  |
| 12.                                      | „Little Man” (Exemen Works)               | Furler, Frank |               | 5:01    |  |
| 13.                                      | „Drink to Get Drunk” (Different Gear Mix) | Furler, Frank |               | 7:54    |  |

| Ediția cu piesele bonus Australiane |                                             |               |               |         |  |
| Nr.                                 | Titlu                                       | Autor(i)      | Producător(i) | Lungime |  |
| 12.                                 | „Drink to Get Drunk” (Different Gear Remix) | Furler, Frank |               | 7:54    |  |

| 10th Anniversary Edition |                                               |                                                        |                       |         |  |
| Nr.                      | Titlu                                         | Autor(i)                                               | Producător(i)         | Lungime |  |
| 1.                       | „Fear”                                        | Sia Furler                                             | Sia Furler, Sam Frank | 5:11    |  |
| 2.                       | „Drink to Get Drunk”                          | Furler, Sam Frank                                      |                       | 4:41    |  |
| 3.                       | „Taken for Granted”                           | Furler                                                 | Nigel Corsbie         | 4:35    |  |
| 4.                       | „Blow It All Away”                            | Furler, Blair MacKichan, Felix Howard, Kevin Armstrong | Blair Mackichan       | 4:40    |  |
| 5.                       | „Get Me”                                      | Furler, Frank                                          |                       | 3:13    |  |
| 6.                       | „I'm Not Important to You”                    | Furler, Frank                                          |                       | 6:08    |  |
| 7.                       | „Sober and Unkissed”                          | Furler                                                 | Furler, Jesse Flavell | 4:01    |  |
| 8.                       | „Healing Is Difficult”                        | Furler, Frank                                          |                       | 5:24    |  |
| 9.                       | „Judge Me”                                    | Furler, Frank                                          |                       | 4:15    |  |
| 10.                      | „Little Man”                                  | Furler, Frank                                          |                       | 6:04    |  |
| 11.                      | „Insidiously”                                 | Furler, Frank                                          |                       | 8:50    |  |
| 12.                      | „Drink to Get Drunk” (Different Gear Remix)   | Furler, Frank                                          |                       | 7:55    |  |
| 13.                      | „Taken for Granted” (Groove Chronicles Remix) | Furler                                                 |                       | 5:19    |  |
| 14.                      | „Taken for Granted” (Desert Eagle Discs Mix)  | Furler                                                 |                       | 4:19    |  |
| 15.                      | „Taken for Granted” (Restless Soul Remix)     | Furler                                                 |                       | 7:02    |  |
| 16.                      | „Taken for Granted” (Soul Brother Remix)      | Furler                                                 |                       | 5.22    |  |
| 17.                      | „Taken for Granted” (Mvp Remix)               | Furler                                                 |                       | 4:58    |  |
| 18.                      | „Judge Me” (Siksense Remix)                   | Furler, Frank                                          |                       | 5:35    |  |
| 19.                      | „Little Man” (Exemen Works)                   | Furler, Frank                                          |                       | 5:04    |  |

## Clasamente
| Clasament (2001-02) | Poziție maximă |
| ------------------- | -------------- |
| Australia (ARIA)    | 99             |
| Irlanda (IRMA)      | 140            |